# جزيرة سيباي

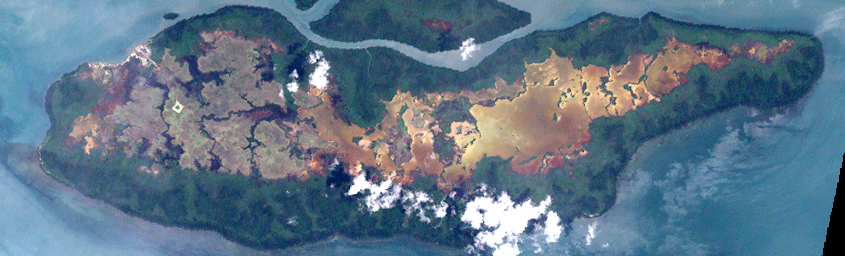
جزيرة سيباي هي جزيرة من ضمن أرخبيل جزر مضيق توريس.

جزيرة سيباي هي جزيرة من ضمن أرخبيل جزر مضيق توريس، تقع في مضيق توريس ضمن كوينزلاند في أستراليا. تقع الجزيرة في شمال البر الرئيسي الأسترالي وجنوب جزيرة غينيا الجديدة. وتُدرج الجزيرة ضمن منطقة الحكومة المحلية في منطقة مضيق توريس، وتقع بلدة سيباي على الساحل الشمالي الغربي من الجزيرة. في تعداد عام 2016، بلغ عدد سكان جزيرة سيباي نحو 465 شخصاً. تُعد معظم أنحاء الجزيرة من ضمن الحقوق الملكية الخاصة بالشعوب الأصلية، باستثناء بعض البنى التحتية الحكومية والبنى التاريخية.

## الجغرافيا
تشكلت الجزيرة من الرواسب الطينية من أنهار بابوا غينيا الجديدة. سيباي جزيرة كبيرة منخفضة تقع على بعد 8 كيلومترات (5.0 ميل) جنوب البر الرئيسي لبابوا غينيا الجديدة. وتوجد بالقرب من شمال جزيرة سيباي جزيرة كاومنج غير المأهولة بالسكان، وهي مفصولة عن جزيرة سيباي بقناة يبلغ طولها 7 كيلومترات (4.3 ميل)، ويتراوح عرضها بين 180 و650 مترًا، وهي مغلقة تقريباً في نهايتها الشرقية. 
يبلغ طول الجزيرة نحو 21.8 كيلومترًا (13.5 ميلًا) وعرضها 5.2 كيلومترات (3.2 ميل)، وهي مسطحة، غالبًا ما تكون مستنقعات المانجروف، التي تبلغ أعلى نقطة لها 1.7 متر (5 أقدام و7 بوصة) فوق مستوى سطح البحر، وعرضة للفيضانات خلال موسم الأمطار الذي يتزامن مع المد الهائل. يسمح مهبط الطائرات البيتومين بالوصول إليها على مدار السنة.
تعد جزيرة سيباي جزءًا من مجموعة جزر مضيق توريس الشمالية الغربية، والتي تتكون من جزيرة سيباي وداوان وبويغو. وتقع سيباي على بعد نحو 5 كم قبالة ساحل غينيا الجديدة ويبلغ طولها نحو 20 كم وعرضها 6 كم.
يبلغ متوسط ارتفاع الجزيرة مترًا واحدًا فوق مستوى سطح البحر وتتكون إلى حد كبير من أطراف المنغروف وسهول الفيضانات والمستنقعات قليلة الملوحة.  تُعد هذه الجزيرة عرضة للفيضانات وارتفاع منسوب مياه البحر، لا سيما خلال موسم الأمطار عندما يسقط نحو 2 متر من المياه بانتظام على الجزيرة. ومع ذلك، خلال موسم الجفاف، تعاني الجزيرة ظروفًا شبيهة بالجفاف.
يبلغ عدد سكان قرية سيباي الرئيسية، الواقعة في الشمال الغربي، 171 نسمة. ويبلغ عدد سكان  القرية الثانية، شوروم (سوروم وايت ساند) في الجنوب الغربي 128 نسمة.

## سكان الجزيرة
نسبة صغيرة فقط من الجزيرة مأهولة بالسكان. في تعداد 2016، كان هناك 465 شخصًا في جزيرة سيباي. 84.0٪ من الناس ولدوا في أستراليا. كان سكان جزر مضيق توريس والسكان الأصليون يشكلون 85.6٪ من السكان، مع 70٪ يدعون أن أصلهم من سكان جزر مضيق توريس. كانت الاستجابة الأكثر شيوعًا للدين هي الأنجليكانية بنسبة 44.9 ٪.
اللغة المحكية في سيباي هي كلاو ليغويا. ولطالما كان سكان جزر سايباي يتاجرون ولديهم علاقات جيدة مع سكان بابوا المجاورة. اعتنق سكان جزيرة سيباي المسيحية في عام 1871 مع وصول جمعية لندن التبشيرية.
يُبنى مجتمع سيباي وبويغو وداوان هو بواي على طابع عشائري، حيث يوجد فرعان رئيسان من بواي، هما كوي بواي (الفرع العظيم)، ومويجينا بواي (الفرع الأدنى)، وكل فرع مقسم إلى عشائر فرعية طوطمية مثل سامو أوكاد (كاسوري توتيم) (كوي بوي)، كودال أوكاد (كروكودايل أوكيد) (مويجينا بواي) وغيرها. وترتكز جميع الدوائر الاجتماعية وتجمعات الطعام والأعمال العائلية والدوائر الدينية التقليدية حول العلاقات العشائرية.
اعتُرف بسكان سيباي قانونًا على أنهم المُلاّك التقليديون للجزيرة. وهم من أصل ميلانيزي وعاشوا في مجتمعات قروية تتبع الأنماط التقليدية للصيد وصيد الأسماك والزراعة والتجارة لآلاف السنين قبل وصول أول الزوار من أوروبا وآسيا والمحيط الهادئ إلى المنطقة.
توجد صلات قرابة وعلاقات تجارية قوية بين شعب سيباي واك تي كورنوالز وروابط أقل قوة مع جزر بويغو ولكن ما تزال الروابط مهمة مع مجتمع بابوا المجاورة.

## التاريخ

### الاتصال الأوروبي
في عام 1606، أبحر لويس فاز دي توريس عبر جزر مضيق توريس على طول الساحل الجنوبي لغينيا الجديدة.
وفي ستينيات القرن التاسع عشر، بدأت قوارب الباش دو مير (خيار البحر) وقوارب صيد اللؤلؤ في العمل في الشعاب المرجانية في مضيق توريس. ويُعتقد أن أول أوروبي يزور سيباي هو عامل تشغيل يدعى جون ديليرغي والذي زار الجزيرة مع طاقمه من جزر البحر الجنوبي في عام 1869 في أثناء البحث عن مركب صيد حيتان مفقود. أقام ديليرغي علاقات ودية مع شعب سيباي، إذ تبادل السلع وتقاسم وليمة مع سكان الجزر.  لم تُنشأ قواعد صيد اللؤلؤ في سيباي مطلقًا، ولكن في سبعينيات القرن التاسع عشر بدأ مشغل اللؤلؤة الأوروبي والشركات في تجنيد رجال من سيباي للعمل على معدات الصيد.
يشير سكان جزر مضيق توريس إلى وصول مبشري جمعية لندن التبشيرية إلى ايروب في يوليو 1871 باسم «مجيء النور». بعد زيارة جزيرة دارنلي وتودو، سافر المبشرون بقيادة القس صامويل ماكفارلين وريفريند موري إلى جزيرة إم تي كورنوالز (جزيرة داوان الآن) وجزيرة سيباي. وجرى تعيين اثنين من قساوسة البحر الجنوبيين هما جوسابا وسيفين للعمل كمعلمين مبشرين في إم تي كورنوالز وسيباي.
أعاد مبشرو  LMS زيارة جبل كورنوالز وسيباي في عام 1872 ووجدوا أن يوزايا وسيفين قد لاقا قبولًا من قبل سكان الجزر ومُنحا الأرض من قبل الزعماء المحليين. ومع ذلك، أدى الاتصال المتزايد بالعالم الخارجي إلى ظهور أمراض جديدة في الجزر، وخلال سبعينيات القرن التاسع عشر، أدى انتشار وباء الحصبة إلى انخفاض كبير في عدد سكان سيباي.
في عام 1872، سعت حكومة كوينزلاند إلى توسيع نطاق سلطتها القضائية وطلبت دعم الحكومة البريطانية. أُصدرت خطابات براءات الاختراع من قبل الحكومة البريطانية في عام 1872 لإنشاء حدود جديدة للمستعمرة التي تشمل جميع الجزر ضمن دائرة نصف قطرها 60 ميلًا بحريًا من ساحل كوينزلاند. وُسّعت هذه الحدود إلى 96 كم بموجب قانون جزر ساحل كوينزلاند 1879، حيث تضمنت جزر بويجو ودارنلي وموراي وسيباي، والتي تقع وراء 60 ميلًا بحريًا. مكّن التشريع الجديد حكومة كوينزلاند من مراقبة قواعد صناعة اللؤلؤ وتنظيمها، والتي كانت تعمل سابقًا خارج نطاق ولايتها القضائية.
منذ أواخر سبعينيات القرن التاسع عشر فصاعدًا، تعرضت المجتمعات الساحلية لبابوا وجزر سيباي وبويغو وجبل كورنوالز لهجوم من قبل محاربي ماريند أنيم أو توجيري من بابوا الغربية الخاضعة للسيطرة الهولندية. وقد أدت حملة انتقامية بقيادة المسؤولين البريطانيين المتمركزين في دارو في عام 1896 إلى الحد من تهديد ماريند-أنيم، لكن الغارات المتفرقة على جزر سيباي وبويجو وجبل كورنواليس وبابوا استمرت حتى عشرينيات القرن الماضي.